# Film rumeni proposti per l'Oscar al miglior film straniero
A partire dal 1967, la Romania ha proposto annualmente film di sua produzione all'Academy of Motion Picture Arts and Sciences affinché venissero candidati al premio Oscar per il miglior film internazionale (precedentemente noto come miglior film straniero), ricevendo la sua prima candidatura nel 2021 con Collective. La mancata candidatura nel 2008 di 4 mesi, 3 settimane, 2 giorni, controversa trattandosi del vincitore della Palma d'oro e, retrospettivamente, di uno dei film più rappresentativi del nuovo cinema rumeno, ha spinto l'Academy a cambiare le regole interne ai processi di selezione della categoria.
| Anno | Film                                                                     | Regia                 | Risultato     |
| ---- | ------------------------------------------------------------------------ | --------------------- | ------------- |
| 1967 | Răscoala                                                                 | Mircea Mureşan        | Non candidato |
| 1969 | La colonna di Traiano (Columna)                                          | Mircea Drăgan         | Non candidato |
| 1970 | Răutăciosul adolescent                                                   | Gheorghe Vitanidis    | Non candidato |
| 1972 | L'ultima crociata (Mihai Viteazul)                                       | Sergiu Nicolaescu     | Non candidato |
| 1974 | Veronica                                                                 | Elisabeta Bostan      | Non candidato |
| 1977 | La condanna (Osânda)                                                     | Sergiu Nicolaescu     | Non candidato |
| 1984 | Il ritorno dall'inferno (Întoarcerea din iad)                            | Nicolae Mărgineanu    | Non candidato |
| 1985 | Glissando                                                                | Mircea Daneliuc       | Non candidato |
| 1986 | Ciuleandra                                                               | Sergiu Nicolaescu     | Non candidato |
| 1987 | Noi, cei din linia întîi                                                 | Sergiu Nicolaescu     | Non candidato |
| 1990 | Cei care plătesc cu viaţa                                                | Şerban Marinescu      | Non candidato |
| 1991 | Perché suonano le campane, mitica? (De ce trag clopotele, Mitică?)       | Lucian Pintilie       | Non candidato |
| 1993 | Hotel di lusso (Hotel de lux)                                            | Dan Piţa              | Non candidato |
| 1994 | Il letto matrimoniale (Patul conjugal)                                   | Mircea Daneliuc       | Non candidato |
| 1995 | Pepe şi Fifi                                                             | Dan Piţa              | Non candidato |
| 1997 | Stare de fapt                                                            | Stere Gulea           | Non candidato |
| 1999 | Terminus Paradis - Capolinea Paradiso (Terminus Paradis)                 | Lucian Pintilie       | Non candidato |
| 2000 | Faimosul paparazzo                                                       | Nicolae Mărgineanu    | Non candidato |
| 2003 | Filantropica                                                             | Nae Caranfil          | Non candidato |
| 2005 | Orient Express                                                           | Sergiu Nicolaescu     | Non candidato |
| 2006 | La morte del signor Lazarescu (Moartea domnului Lăzărescu)               | Cristi Puiu           | Non candidato |
| 2007 | Cum mi-am petrecut sfârşitul lumii                                       | Cătălin Mitulescu     | Non candidato |
| 2008 | 4 mesi, 3 settimane, 2 giorni (4 luni, 3 săptămâni şi 2 zile)            | Cristian Mungiu       | Non candidato |
| 2009 | Restul e tăcere                                                          | Nae Caranfil          | Non candidato |
| 2010 | Polițist, Adjectiv                                                       | Corneliu Porumboiu    | Non candidato |
| 2011 | Se voglio fischiare, fischio (Eu când vreau să fluier, fluier)           | Florin Şerban         | Non candidato |
| 2012 | Morgen                                                                   | Marian Crisan         | Non candidato |
| 2013 | Oltre le colline (După dealuri)                                          | Cristian Mungiu       | Short-list    |
| 2014 | Il caso Kerenes (Poziţia Copilului)                                      | Călin Peter Netzer    | Non candidato |
| 2015 | Câinele japonez                                                          | Tudor Cristian Jurgiu | Non candidato |
| 2016 | Aferim!                                                                  | Radu Jude             | Non candidato |
| 2017 | Sieranevada                                                              | Cristi Puiu           | Non candidato |
| 2018 | Fixeur                                                                   | Adrian Sitaru         | Non candidato |
| 2019 | Îmi este indiferent dacă în istorie vom intra ca barbari                 | Radu Jude             | Non candidato |
| 2020 | La Gomera - L'isola dei fischi (La Gomera)                               | Corneliu Porumboiu    | Non candidato |
| 2021 | Collective (Colectiv)                                                    | Alexander Nanau       | Candidato     |
| 2022 | Sesso sfortunato o follie porno (Babardeală cu bucluc sau porno balamuc) | Radu Jude             | TBD           |

| Non candidato | Il film è stato proposto dalla Romania, ma non è stato candidato dall'Academy of Motion Picture Arts and Sciences. |
| Short-list    | Il film è entrato nella "short-list" stilata a gennaio dei nove candidati per l'Oscar al miglior film straniero.   |
| Candidato     | Il film è entrato a far parte dei cinque candidati per l'Oscar al miglior film straniero.                          |
| Vincitore     | Il film ha vinto l'Oscar al miglior film straniero.                                                                |